# Typhlosyrinx supracostata
Typhlosyrinx supracostata é uma espécie de gastrópode do gênero Typhlosyrinx, pertencente a família Raphitomidae.